# Elephantomyia daedalus
Elephantomyia daedalus är en tvåvingeart som beskrevs av Alexander 1947. Elephantomyia daedalus ingår i släktet Elephantomyia och familjen småharkrankar. Inga underarter finns listade i Catalogue of Life.